# Woda (film)
Woda (ang. Water) – kanadyjsko-indyjski dramat społeczny, nominowany do nagrody filmowej Oscara (w kategorii filmów nieangielskojęzycznych) wyreżyserowany w oparciu o własny scenariusz przez Deepę Mehtę, reżyserkę pochodzenia indyjskiego. Jego akcja dzieje się w 1938 roku. Tematem jest życie wdów indyjskich w aśramie w Waranasi w Indiach. W rolach głównych – Lisa Ray, Seema Biswas, John Abraham i Sarala Kariyawasam. Autorem zdjęć jest Giles Nuttgens, współpracujący z Deepą Mehtą przy wielu filmach. Film jest trzecią częścią trylogii o Indiach stworzonej przez Deepę Mehtę. Poprzedziły go Ogień (1996) i Ziemia (1998).
Premiera tego filmu odbyła się na Festiwal Filmowy w Toronto w Kanadzie w 2005 roku.

## Fabuła
Waranasi, 1938 rok. Ośmioletnia Chuyia, która niewiele pamięta ze swojego dziecięcego ślubu zostaje wdową. Jako wdowa zgodnie z ortodoksyjną tradycją hinduistyczną zostaje odesłana z domu do aśramy dla wdów. Zapłakaną dziewczynkę z trudem odrywają od opuszczającego ją na zawsze rodzica. Świat dzieciństwa kończy się. Tu każda z tych kobiet jako wdowa jest chodzącym cieniem kobiety. Pozbawione włosów, odarte z charakterystycznych dla indyjskich kobiet ozdób, w białych sari, karmione skąpo i monotonnie. Poza życiem, bez praw do radości, do miłości. Wdowieństwo czyni je trędowatymi dla świata. Różnie to przyjmują: Shakuntala (Seema Biswas) pogłębiając swoją wiarę, kierująca aśramą Madhumati (Manorama) gorzkniejąc. Jest wśród nich jedna wdowa, której pozwolono zachować kobiecość, której nie obcięto pięknych włosów, której wolno się ozdabiać. Kalyani (Lisa Ray) ma też kontakt ze światem zewnętrznym. Wożą ją łodzią przez Ganges, aby prostytuując się w domach miejscowych bogaczy utrzymywała głodujący aśram. W niej to właśnie zakochuje się bojownik o wolność Indii, zwolennik Mahatma Gandhiego Narayan (John Abraham). Miłość pcha go do złamania odwiecznego tabu – pragnie poślubić wdowę.

## Obsada
- Sarala Kariyawasam – Chuyia
- Buddhi Wickrama – Baba
- Ronica Sajnani – Kunti
- Manorama – Madhumati
- Rishma Malik – Snehalata
- Meera Biswas – Gyanvati
- Vidula Javalgekar – Patiraji (ciotka)
- Seema Biswas – Shakuntala
- Lisa Ray – Kalyani
- John Abraham – Narayan
- Waheeda Rehman – Bhagavati, matka Narayana
- Daya Alwis – Saduram
- Raghuvir Yadav-Gulabi
- Vinay Pathak -Rabindra
- Kulbhushan Kharbanda – Sadananda
- Gerson Da Cunha – Seth Dwarkanath
- Mohan Jhangiani – Mahatma Gandhi
- Zul Vilani – Mahatma Gandhi (głos)